# Фетучини Алфредо
Фетучини Алфредо је јело од тестенине које се састоји од фетучина помешаних са путером и пармезаном, који се топе и емулгирају, формирајући богат сос од сира који прекрива тестенину. Рецепт који настао у Риму почетком 20. века, сада је популаран у Сједињеним Државама и другим земљама.  
Добило је име по Алфреду Ди Лелију, римском угоститељу коме се приписује његово стварање и каснија популаризација.  Ди Лелиова услуга поред стола била је саставни део раног успеха рецепта.    Фетучини Алфредо су варијанта стандардних италијанских јела фетучини ал буро, паста буро е пармиђано и паста ин бианко.  
Ван Италије, павлака се понекад користи за згушњавање соса, а састојци попут пилетине, шкампа или броколија могу се додати када се служи као главно јело.    Ни павлака ни други додатни састојци се не користе у Италији, где се ретко назива „Алфредо“. 

## Алфредо сос
У САД-у Алфредо сос који се може чувати дуго продају брендови као што су Ragú, Trader Joe's, Whole Foods Market, Bertolli, Kroger, Classico, Prego, Rao's, Newman's Own, Signature Select и Saclà у стакленим теглама. Giovanni Rana и Buitoni продају свеже Алфредо сосове у пластичним посудама које морају бити у фрижидеру. Компанија Alaska Seasoning производи „Алфредо сос у праху“, мешавину зачина којој се, према речима компаније, „једноставно [додаје] крема [да би се] направио Алфредо сос ресторанског стила“.  Ови сосови се продају по различитим ценама и нивоима квалитета и често се рецензирају у публикацијама везаним за храну.    
Остале варијанте и формати Алфредо дресинга, као што су претходно упаковани свежи оброци, оброци за кување у кесици или замрзнути оброци, такође су широко доступни у Сједињеним Државама.     Крајем 70-их Мекдоналдс је експериментисао са менијем за вечеру који је укључивао фетучине Алфредо, пицу, лазање и McSpaghetti. Ове опције више нису доступне у Америци. 